# Aki Lahtinen
Aki Arimo Lahtinen (ur. 31 października 1958 w Jyväskyli) – fiński piłkarz występujący na pozycji obrońcy. Trener piłkarski.

## Kariera klubowa
Lahtinen karierę rozpoczynał w sezonie 1976 w pierwszoligowym zespole Oulun Palloseura. W sezonach 1979 oraz 1980 zdobył z nim mistrzostwo Finlandii. W 1980 roku został też uznany fińskim piłkarzem roku. W 1981 roku został graczem angielskiego Notts County. W Division One zadebiutował 12 września 1981 w przegranym 2:3 meczu ze Swansea City. 26 lutego 1983 w wygranym 5:1 pojedynku z Coventry City strzelił pierwszego gola w Division One. W sezonie 1983/1984 spadł z zespołem do Division Two.
W 1985 roku Lahtinen wrócił do Finlandii, gdzie został graczem klubu PS Kemi. Spędził tam trzy sezony, a potem przeniósł się do Oulun Palloseura, gdzie w 1990 roku zakończył karierę.

## Kariera reprezentacyjna
W reprezentacji Finlandii Lahtinen zadebiutował 25 listopada 1979 w wygranym 2:0 towarzyskim meczu z Bermudami. W 1980 roku znalazł się w kadrze na Letnie Igrzyska Olimpijskie, zakończone przez Finlandię na fazie grupowej. W latach 1979–1989 w drużynie narodowej rozegrał 51 spotkań.